# 貼布試驗
貼布試驗，又名斑貼試驗，是一种用来确定是否有特定物质会导致患者过敏性或發炎肌肤。任何人被怀疑有過敏性接觸性皮膚炎或过敏性皮炎，需要經過此测试。
該测试有助于确定哪些物质可能造成延迟型的过敏反应患者和识别可能的过敏原，並識別未經由血液测试或皮膚點刺測試的過敏原。測試原理為於患者背部小面積塗抹稀釋的化學物質上。貼布試驗工具包產生局部過敏反應的化学品，包括约85至90%的患者接触过敏的湿疹，并且包括存在化学品的金属（例如，镍）、橡胶、皮革、甲醛，羊毛脂、香水、浴室用品、染发剂、医学、药品、食品、饮料、防腐剂及其他添加剂。